# Tosin Cole
Tosin Cole (nascido em 23 de julho de 1992) é um ator britânico. Ele é conhecido por seus papéis em The Cut, EastEnders: E20 e Hollyoaks. Em outubro de 2017, a BBC anunciou que Cole havia sido escalado como Ryan Sinclair na série Doctor Who.

## Carreira
Em 2009, Cole fez parte de uma produção teatral intitulada Wasted!, uma reprodução moderna de Júlio César, de Shakespeare, produzida pela Intermission, uma empresa que ajuda adolescentes a se afastarem do crime. Em 2010, Cole se juntou ao elenco do drama adolescente da BBC, The Cut, no qual ele desempenhou o papel de Noah Achebe, que foi introduzido na terceira temporada.
Cole mais tarde assegurou o papel de Sol Levi em EastEnders: E20, um derivado da soap opera britânica EastEnders. O papel exigido Cole para aprender a dançar e executar sua rotina na frente do grupo de dança profissional Flawless no final da série. Ele foi citado dizendo que a experiência foi "muito, muito, muito estressante". Cole disse que foi um privilégio trabalhar no E20 e disse que o elenco era fantástico. Cole então concordou em reprisar o papel da terceira temporada. Ele foi então lançado como um personagem regular na soap opera Hollyoaks como Neil Cooper. Neil foi um dos seis novos personagens que o programa introduziu. Ele também filmou um anúncio de televisão como parte do impulso promocional da série para os novos personagens.
Cole teve uma breve aparição no filme de 2015 Star Wars: The Force Awakens, como o piloto da X-Wing, Tenente Bastian. Em 4 de outubro de 2017, Cole estrelou o curta-metragem Father of Man. Em 22 de outubro, foi anunciado que Cole tinha sido escolhido como companheiro na décima primeira temporada de Doctor Who, e aparecerá ao lado de Jodie Whittaker em 2018.

## Filmografia
| Ano     | Título                       | Papel           | Notas                                                                          |
| ------- | ---------------------------- | --------------- | ------------------------------------------------------------------------------ |
| 2010    | The Cut                      | Noah Achebe     | Personagem regular                                                             |
| 2010–11 | EastEnders: E20              | Sol Levi        | Regular e participacão especial                                                |
| 2011    | Jasmine                      | Tyler           | Curta metragem                                                                 |
| 2011–12 | Hollyoaks                    | Neil Cooper     | Personagem regular; 84 episódios                                               |
| 2012    | Hollyoaks Later              | Neil Cooper     | Todos os 5 episódios da quinta temporada                                       |
| 2015    | Star Wars: The Force Awakens | Tenente Bastian | Filme                                                                          |
| 2015    | Lewis                        | Djimon          | Temporada 9, episódio 5                                                        |
| 2016    | Burning Sands                | Frank           | Filme                                                                          |
| 2017    | Father of Man                |                 | Curta metragem                                                                 |
| 2018    | Doctor Who                   | Ryan Sinclair   | Regular na décima primeira temporada (acompamhante da Décima terceira Doutora) |
| 2023    | House Party                  | Damon           | Filme                                                                          |